# 飯村健一
飯村　健一（いいむら　けんいち、1968年9月6日　- ）は日本人空道家。茨城県出身。国際空道連盟大道塾吉祥寺支部長。